# Kloptaň
Kloptaň este o arie protejată (arie specială de conservare — SAC, sit de importanță comunitară — SCI) din Slovacia întinsă pe o suprafață de 26,27 ha, integral pe uscat.

## Localizare
Centrul sitului Kloptaň este situat la coordonatele 48°46′39″N 20°51′35″E / 48.777571°N 20.859771°E.

## Înființare
Situl Kloptaň a fost declarat sit de importanță comunitară în septembrie 2015 pentru a proteja un număr necunoscut de specii din flora spontană și fauna sălbatică aflate în arealul zonei. Situl a fost protejat și ca arie specială de conservare în octombrie 2017.

## Biodiversitate
Situată în ecoregiunea alpină, aria protejată conține 3 habitate naturale: Păduri de fag Luzulo-Fagetum, Pante stâncoase silicioase cu vegetație casmofită, Păduri de fag subalpine medio-europene cu Acer și Rumex arifolius.
La baza desemnării sitului se află un număr nedeclarat de specii protejate.